# Loesenera talbotii
Loesenera talbotii là một loài rau đậu thuộc họ Fabaceae.
Loài này có ở Cameroon và Nigeria.
Môi trường sống tự nhiên của chúng là rừngs ẩm vùng đất thấp nhiệt đới hoặc cận nhiệt đới.
Chúng hiện đang bị đe dọa vì mất nơi sống.